# Omroep MAX

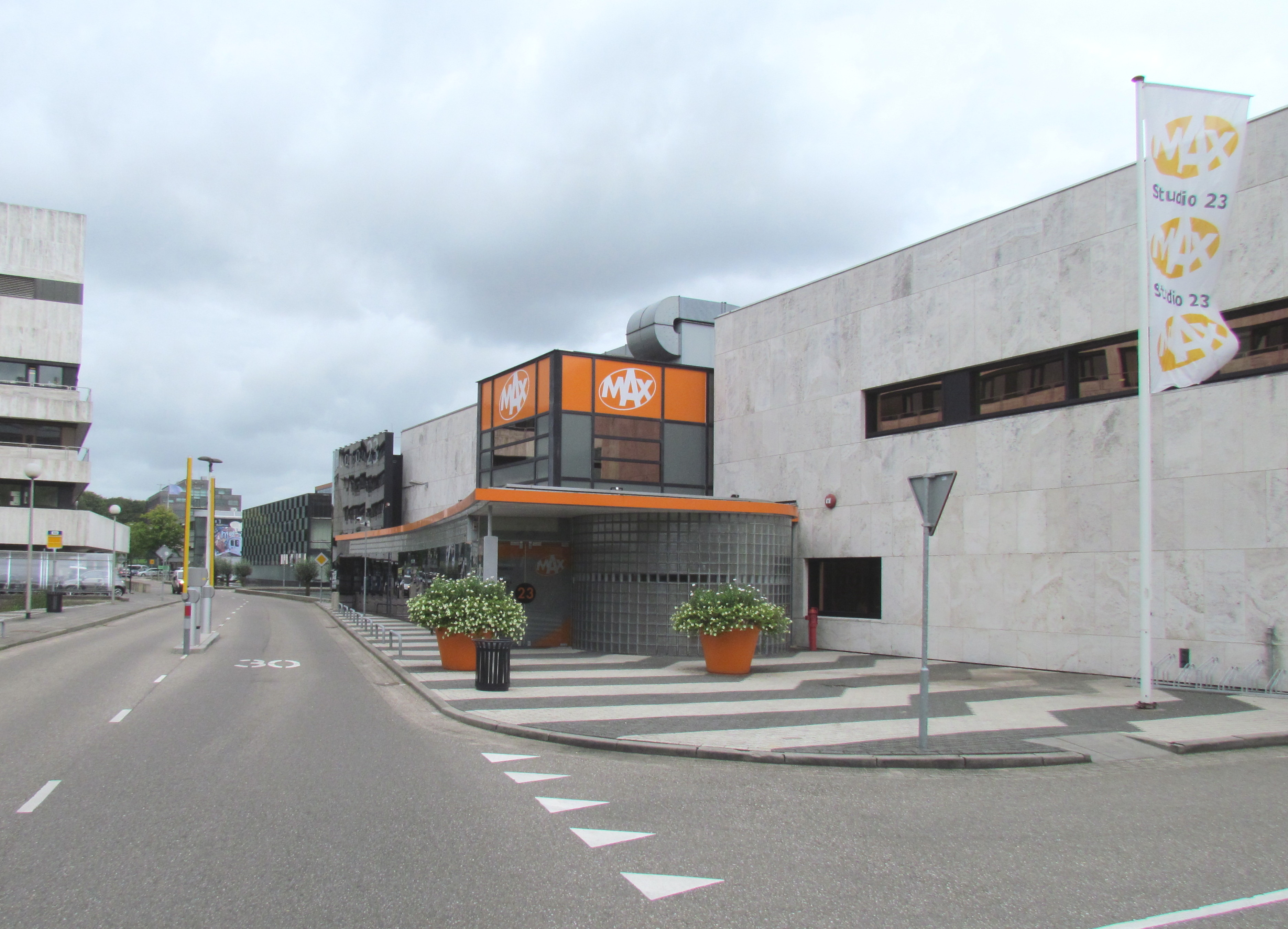
Studio 23 van MAX op het Media Park in Hilversum

Omroep MAX is een Nederlandse publieke omroep. De omroep werd in het najaar van 2002 door Jan Slagter opgericht en startte met uitzenden op zaterdag 3 september 2005 op zowel radio als televisie. Sinds 2021 is het naar ledental de grootste publieke omroep van Nederland.
De omroepvereniging, die zich richt op mensen van 50 jaar en ouder, leverde in 2004 haar beleidsplan in bij het Commissariaat voor de Media. Men wilde kwalitatief hoogwaardige programma's maken gericht op informatie, cultuur, verstrooiing en educatie en op integratie van zowel ouderen in de samenleving, als – vanuit de levenservaring van rijpere mensen – van jongeren en allochtonen. Er waren op dat moment geen programma's specifiek gemaakt voor vijftigplussers en volgens Omroep MAX baseren de bestaande publieke omroepen zich op de achterhaalde waarneming dat mensen van boven de 50 minder actief en minder productief zijn. 
Naast radio, televisie en internet organiseert de omroep ook veelvuldig evenementen, zoals MAX Proms. Sinds maart 2013 geeft de omroep MAX Magazine uit.

## Geschiedenis
Na zich lange tijd voor het welzijn van diverse groepen kwetsbare mensen te hebben ingezet, besloot Jan Slagter in 2002 om vanuit deze betrokkenheid Omroep MAX op te richten. Slagter was van mening dat er te weinig werd gedaan voor ouderen op radio en televisie. Met het oprichten van Omroep MAX koos Slagter ervoor het heft in eigen handen te nemen. Op 3 september 2005 zond Omroep MAX het eerste radioprogramma en het eerste televisieprogramma uit.
Met het programma Easy Listening, van Meta de Vries en Imme Schade van Westrum, debuteerde Omroep MAX op Radio 2. Het eerste programma dat op televisie werd uitgezonden is Van nul naar MAX op Nederland 1, dat 465.000 kijkers wist te trekken. Later die avond volgde het programma Super Senioren, waar 617.000 mensen naar keken.
Omroep MAX zond geruime tijd het succesvolle programma MAX & Catherine uit, dat dagelijks meer dan 700.000 kijkers trok. Het programma werd gepresenteerd door Catherine Keyl, en tijdelijk door Martine van Os (MAX & Martine). Vanaf 1 mei 2007 nam Loretta Schrijver het programma over, dat vanaf toen de titel MAX & Loretta had. Inmiddels heet het programma Tijd voor MAX, en wordt het gepresenteerd door Martine van Os en Sybrand Niessen.
In 2006 zond de omroep Appeltje voor de dorst uit, een programma over allerlei geldzaken, gepresenteerd door Martine van Os. De eerste aflevering van dit programma trok 950.000 kijkers.
Op 12 oktober 2015 vierde Omroep MAX haar tienjarig bestaan. Anno 2020 heeft de omroep een aantal bekende televisieprogramma's op zijn naam staan, waaronder Bed & Breakfast, Erica op Reis, Heel Holland Bakt, Heer & Meester, Het geheime dagboek van Hendrik Groen, We zijn er Bijna! en Denkend aan Holland.
Op 15 december 2023 presenteerde Jan Slagter bij Tijd voor MAX na bijna twintig jaar het nieuwe logo.
Op zondag 22 juni 2025 zond de omroep de documentaire Youp - Leven na het Spelen over het leven van cabaretier Youp van 't Hek uit. De omroep verving hiermee de BNNVARA die het werk van deze cabaretier normaal gesproken uitzond, omdat de cabaretier ruzie had gehad met deze omroep over zijn afscheidscadeau dat hij in 2024 kreeg. Hij kreeg alleen een fles wijn waarop ook nog eens het aantal oudejaarsconferences verkeerd werd vermeld en daar was hij niet blij mee. Ook had de BNNVARA geen budget voor het uitzenden van de documentaire. Dit had Omroep MAX wel.

## Leden
In september 2005 begon Omroep MAX met 62.000 leden. In januari 2007 was dat aantal gegroeid naar 100.000 leden. In 2008 startte Omroep MAX met een grootscheepse ledenwerfcampagne. De omroep moest voor 1 april 2009 minimaal 150.000 leden hebben om te mogen blijven uitzenden. Op die datum maakte Jan Slagter bekend dat Omroep MAX op dat moment 240.192 leden had. Op 4 november 2009 kreeg de omroep definitieve erkenning in het publieke bestel. In juli 2014 telde de omroepvereniging 345.685 leden waarmee het de vijfde omroep in omvang was na de gevestigde KRO-NCRV (1), BNNVARA (2), AVROTROS (3) en EO (4). In 2021 was MAX gegroeid naar 406.691 waarmee het slechts BNNVARA (407.000) hoefde voor te laten gaan. In 2023 was het ledental gestegen naar 430.000, waarmee Omroep MAX de grootste publieke omroep van Nederland werd.

## Radio

### Radiomakers
- Jurgen van den Berg (2022-heden)
- Peter de Bie (2018–2022)
- Vincent Bijlo (2013)
- Lex Bohlmeijer (2016: invaller voor Christiaan Kuyvenhoven, Wouter Pleijsier)
- Govert van Brakel (2010–2018)
- Ron Brandsteder (2011/2013: invaller voor Tineke de Nooij; 2014–2023)
- Elles de Bruin (2011–heden)
- Anne van Egmond (2006–2008)
- Vincent van Engelen (2005–2013)
- Myrna Goossen (2009–2012: invaller voor Henk Mouwe en Léonie Sazias; 2013–2014)
- Angela Groothuizen (2022-heden)
- Bert Haandrikman (2018–heden)
- Tannaz Hajeby (2025-heden)
- Jeroen van Inkel (2018–2020)
- Astrid de Jong (2010–heden)
- Manuëla Kemp (2012–2022) (2012: invaller voor Tineke de Nooij, Myrna Goossen)
- Christiaan Kuyvenhoven (2013–2020)
- Jeroen Latijnhouwers (2018: invaller voor Jeroen Inkel)
- Will Luikinga (2012: invaller voor Tineke de Nooij)
- Henk Mouwe (2006–2017)
- Ab Nieuwdorp (2015: invaller voor Christiaan Kuyvenhoven, Wouter Pleijsier)
- Tineke de Nooij (2010–2022)
- Martine van Os (2006–2008)
- Wouter Pleijsier (2012–2018)
- Margreet Reijntjes (2010–heden)
- Jan Rietman (2013–heden)
- Nora Romanesco (2010–2012)
- Edwin Rutten (2007–2022)
- Léonie Sazias (2008–2012)
- Henkjan Smits (2016–2022)
- Aashna Sewpersad (2020)
- Ron Vergouwen (2010–heden)
- Tuffie Vos (2007–2012)
- Meta de Vries (2005–2010)
- Simone Walraven (2023-heden)
- Mieke van der Weij (2014–heden)
- Ruud ter Weijden (2011: invaller voor Govert van Brakel)
- Pieter van der Wielen (2023-heden)
- Joop van Zijl (2010: invaller voor Henk Mouwe)
- Erik de Zwart (2023-heden)
- Sander Zwiep (2020-heden)

## Beeldmerk

Logo tot 2023
Huidig logo (2023-heden)